# Bund Polnischer Patrioten
Der Bund Polnischer Patrioten  (polnisch Związek Patriotów Polskich, ZPP) war eine im März 1943 von sich in der Sowjetunion aufhaltenden polnischen Kommunisten gegründete politische Organisation. Zusammen mit der erst 1942 erneut gegründeten polnischen kommunistischen Partei (PPR) und verschiedenen Organisationen in deren Umfeld bildete sie die Grundlage für die kommunistische Ausrichtung des polnischen Nachkriegsstaats.
Maßgebliche Akteurin bei der Gründung und erste Vorsitzende war die polnische Schriftstellerin und kommunistische Funktionärin Wanda Wasilewska. Sie erhielt im Februar 1943 von Josef Stalin den Befehl zur Gründung des ZPP, die kurz darauf umgesetzt wurde. Wahrnehmbar politisch aktiv wurde der ZPP erstmals durch einen Kongress am 9. und 10. Juni 1943 in Polen, zu dem vor allem Mitglieder der kommunistischen Partei, aber auch andere Vertreter sozialistisches Strömungen des Vorkriegspolens zusammenkamen. Die dabei verabschiedete Deklaration entsprach den Anschuldigungen, die die PPR bereits einige Monate zuvor gegenüber der Polnischen Exilregierung formuliert hatte. Diese wurde als reaktionär abgelehnt und der Zusammenarbeit mit den deutschen Besatzern beschuldigt. Zudem formulierte der ZPP während dieses Kongresses seine Hauptaufgabe, den Zusammenschluss aller Polen, die sich auf dem Gebiet der Sowjetunion befanden. Schließlich wurden Leitlinien für die Gestalt eines polnischen Nachkriegsstaats nach sozialistischem Muster und die Ausdehnung des Staatsgebiets bis an die Oder formuliert.
Der ZPP bildete den politischen Hintergrund für die Aufstellung polnischer Militäreinheiten in der UdSSR unter General Zygmunt Berling und betrieb dafür massive Propaganda unter den sich im Lande aufhaltenden Zwangsumgesiedelten, geflohenen oder deportierten Landsleuten. Zudem baute die Organisation Schulen, Kindergärten und Kultureinrichtungen an Orten mit großen polnischen Gemeinschaften in der Sowjetunion auf.
Der ZPP beteiligte sich im Juli 1944 an der Gründung der Krajowa Rada Narodowa (Landesnationalrat, KRN), einer parlamentsartigen Versammlung, und des Polski Komitet Wyzwolenia Narodowego (Polnisches Komitee der Nationalen Befreiung, PKWN), der wichtigsten von den Kommunisten geführten Organisationen im frühen Nachkriegspolen. Bis zu seiner Auflösung 1946 kümmerte sich der ZPP vor allem um die Betreuung der in der Sowjetunion lebenden Polen sowie die Vorbereitung der Ansiedlung der im Zuge der Zwangsumsiedlung von Polen aus den ehemaligen polnischen Ostgebieten 1944–1946 Vertriebenen.
Zu den führenden Vertretern der Organisation gehörte neben Wasilewska auch Aleksander Zawadzki.